# Villaviciosa (Asturië)
Villaviciosa is een gemeente in de Spaanse provincie en regio Asturië met een oppervlakte van 276,23 km². Villaviciosa telt 14.642 inwoners (1 januari 2016).
Karel V kwam hier in 1517 aan land bij zijn eerste bezoek aan Spanje om zijn Spaanse erfenis te aanvaarden.

## Geboren
- Marcelino (14 augustus 1965), Spaans voetballer en voetbalcoach

## Demografische ontwikkeling
Bron: INE; 1857-2011: volkstellingen